# Металург (Липецьк)
Футбольний клуб «Металург» (Липецьк) або просто «Металург» (рос. Футбольный клуб Металлург (Липецк)) — російський футбольний клуб з міста Липецьк, в однойменній області. Зараз виступає в Другому дивізіоні чемпіонату Росії (зона «Центр»).

## Хронологія назв
- 1957—1960 — «Трудові резерви»
- 1961—1965 — «Торпедо»
- 1966—1974 — «Металург»
- 1975—1978 — «Новолипецьк»
- з 1979—н.ч. — «Металург»

## Кольори клубу
| Червоний | Чорний |

## Історія
Команда була заснована в 1957 році в місті Липецьк під назвою «Трудові резерви». Найкращим результатом в історії клубу стали срібні нагороди першої ліги чемпіонату Росії в 1997 році.
У вересні 2006 року тодішній тренер команди, яка виступала в третьому дивізіоні російського чемпіонату, Станіслав Берников 25 вересня 2006 року, після поразки в матчі чемпіонату, розпочав стрілянину по гравцях команди ебонітовими кулями. Внаслідок цієї стрілянини троє гравців клубу з різними травмами звернулися до лікарні, а тренера було звільнено. Серед постраждалих був і капітан команди, Олексій Морочко. Згодом Російський футбольний союз наклав пожиттєву дискваліфікацію для російського тренера. 
В 2008 році «Металург» став переможцем другого дивізіону російського чемпіонату (зона «Центр») та вийшов до Першої ліги чемпіонату Росії, але за підсумками того ж року вилетів, посівши 19-те місце, та повернувся до другого дивізіону.

## Досягнення
- Перша ліга чемпіонату СРСР
  - 5-те місце (1): 1973

- Перша ліга чемпіонату Росії
  -  Срібний призер (1): 1997

- Кубок СРСР
  - 1/4 фіналу (1): 1985/86

- Кубок Росії
  - 1/4 фіналу (1): 1999/00

## Статистика виступів

### В чемпіонатах СРСР
| Сезон | Ліга                                   | Місце | Примітки                       |
| ----- | -------------------------------------- | ----- | ------------------------------ |
| 1958  | клас «Б» СРСР, РРФСР, зона 1           | 12    |                                |
| 1959  | клас «Б» СРСР, РРФСР, зона 1           | 12    |                                |
| 1960  | клас «Б» СРСР, РРФСР, зона 1           | 10    |                                |
| 1961  | клас «Б» СРСР, РРФСР, зона 3           | 6     |                                |
| 1962  | клас «Б» СРСР, РРФСР, зона 2           | 10    |                                |
| 1963  | клас «Б» СРСР, РРФСР, зона 2           | 10    |                                |
| 1964  | клас «Б» СРСР, РРФСР, зона 3           | 14    |                                |
| 1965  | клас «Б» СРСР, РРФСР, зона 3           | 4     |                                |
| 1966  | клас «Б» СРСР, РРФСР, зона 2           | 6     |                                |
| 1967  | клас «Б» СРСР, РРФСР, зона 2           | 3     |                                |
| 1967  | клас «Б» СРСР, РРФСР, Півфінал Липецьк | 1     |                                |
| 1967  | клас «Б» СРСР, РРФСР, Фінал Махачкала  | 6     | Перехід у другу групу «А» СРСР |
| 1968  | Друга група «А» СРСР, підгрупа 2       | 19    |                                |
| 1969  | Друга група «А» СРСР, підгрупа 1       | 7     |                                |
| 1970  | Друга група «А» СРСР, зона 2           | 7     |                                |
| 1971  | Друга ліга СРСР, зона 4                | 1     |                                |
| 1971  | Друга ліга СРСР, Фінал                 | 4     |                                |
| 1972  | Друга ліга СРСР, зона 3                | 1     |                                |
| 1972  | Друга ліга СРСР, Фінал                 | 2     | Перехід у першу лігу СРСР      |
| 1973  | Перша ліга СРСР                        | 5     |                                |
| 1974  | Перша ліга СРСР                        | 19    | Вибування в другу лігу СРСР    |
| 1975  | Друга ліга СРСР, зона 3                | 17    |                                |
| 1976  | Друга ліга СРСР, зона 3                | 6     |                                |
| 1977  | Друга ліга СРСР, зона 3                | 14    |                                |
| 1978  | Друга ліга СРСР, зона 1                | 5     |                                |
| 1979  | Друга ліга СРСР, зона 3                | 3     |                                |
| 1980  | Друга ліга СРСР, зона 3                | 6     |                                |
| 1981  | Друга ліга СРСР, зона 3                | 5     |                                |
| 1982  | Друга ліга СРСР, зона 5                | 4     |                                |
| 1983  | Друга ліга СРСР, зона 5                | 1     |                                |
| 1983  | Друга ліга СРСР, Фінал 1               | 2     |                                |
| 1984  | Друга ліга СРСР, зона 5                | 2     |                                |
| 1985  | Друга ліга СРСР, зона 5                | 2     |                                |
| 1986  | Друга ліга СРСР, зона 5                | 1     |                                |
| 1986  | Друга ліга СРСР, Фінал Б               | 2     |                                |
| 1987  | Друга ліга СРСР, зона 5                | 5     |                                |
| 1988  | Друга ліга СРСР, зона 3                | 7     |                                |
| 1989  | Друга ліга СРСР, зона 5                | 5     |                                |
| 1990  | Друга ліга СРСР, зона «Центр»          | 4     |                                |
| 1991  | Друга ліга СРСР, зона «Центр»          | 4     |                                |

### В кубках СРСР
| Сезон   | Стадія | Примітки                                      |
| ------- | ------ | --------------------------------------------- |
| 1958    | 1/256  | Кубок СРСР, зона 1                            |
| 1959/60 | 1/32   | Кубок СРСР, зона 1                            |
| 1961    | 1/128  | Кубок СРСР, РРФСР, зона 3                     |
| 1962    | 1/256  | Кубок СРСР, РРФСР, зона 2                     |
| 1963    | 1/2048 | Кубок СРСР, РРФСР, зона 2                     |
| 1964    | 1/512  | Кубок СРСР, РРФСР, зона 3                     |
| 1965/66 | 1/1024 | Кубок СРСР, РРФСР, зона 4                     |
| 1966/67 | 1/512  | Кубок СРСР, зона 2                            |
| 1967/68 | 1/32   | Кубок СРСР, зона 2                            |
| 1968/69 | 1/128  | Кубок СРСР, Друга група класу «А», підгрупа 1 |
| 1970    | 1/16   | Кубок СРСР, Фінал                             |
| 1973    | 1/32   | Кубок СРСР                                    |
| 1974    | 1/16   | Кубок СРСР                                    |
| 1984    | 1/32   | Кубок СРСР                                    |
| 1985/86 | 1/4    | Кубок СРСР                                    |
| 1986/87 | 1/64   | Кубок СРСР                                    |
| 1987/88 | 1/32   | Кубок СРСР                                    |
| 1990/91 | 1/32   | Кубок СРСР                                    |
| 1991/92 | 1/16   | Кубок СРСР                                    |

### В чемпіонатах Росії
| Сезон | Ліга                       | Місце | Примітки                       |
| ----- | -------------------------- | ----- | ------------------------------ |
| 1992  | Перша ліга, зона «Захід»   | 7     |                                |
| 1993  | Перша ліга, зона «Захід»   | 10    | Виліт у Другу лігу             |
| 1994  | Друга ліга, «Захід»        | 7     |                                |
| 1995  | Друга ліга, «Захід»        | 9     |                                |
| 1996  | Друга ліга, «Захід»        | 1     | Вихід у Першу лігу             |
| 1997  | Перша ліга                 | 2     |                                |
| 1998  | Перший дивізіон            | 13    |                                |
| 1999  | Перший дивізіон            | 15    |                                |
| 2000  | Перший дивізіон            | 18    | Вибування до Другого дивізіону |
| 2001  | Другий дивізіон «Центр»    | 1     |                                |
| 2001  | Другий дивізіон Фінал      | 2     |                                |
| 2002  | Другий дивізіон «Центр»    | 1     | Вихід у Перший дивізіон        |
| 2003  | Перший дивізіон            | 8     |                                |
| 2004  | Перший дивізіон            | 9     |                                |
| 2005  | Перший дивізіон            | 20    | Виліт до Другого дивізіону     |
| 2006  | Другий дивізіон «Центр»    | 6     |                                |
| 2007  | Другий дивізіон «Центр»    | 2     |                                |
| 2008  | Другий дивізіон «Центр»    | 1     | Вихід у Перший дивізіон        |
| 2008  | Другий дивізіон, Кубок ПФЛ | 2     |                                |
| 2009  | Перший дивізіон            | 19    | Вибування в Другий дивізіон    |
| 2010  | Другий дивізіон «Центр»    | 7     |                                |

### В кубках Росії
| Сезон   | Стадія |
| ------- | ------ |
| 1992/93 | 1/32   |
| 1993/94 | 1/128  |
| 1994/95 | 1/128  |
| 1995/96 | 1/8    |
| 1996/97 | 1/256  |
| 1997/98 | 1/16   |
| 1998/99 | 1/8    |
| 1999/00 | 1/4    |
| 2000/01 | 1/8    |
| 2001/02 | 1/256  |
| 2002/03 | 1/8    |
| 2003/04 | 1/16   |
| 2004/05 | 1/8    |
| 2005/06 | 1/16   |
| 2006/07 | 1/128  |
| 2007/08 | 1/256  |
| 2008/09 | 1/16   |
| 2009/10 | 1/32   |
| 2010/11 | 1/16   |

## Відомі гравці
Нижче наведений список гравців, які виступали в складі своїх національних збірних. Жирним шрифтом виділені гравці, які викликалис до національної збірної під час свого перебування в липецькому «Металурзі»
| Росія/СРСР - Герман Апухтін - Андрій Чичкін - Євген Долгов - Едуард Дубинський - Ільшат Файзулін - Сергій Філіппенков - Юрій Ковальов - Борис Разинський | - Олег Сергеєв - Ігор Скляров Колишні республіки СРСР - Дмитро Огороднік - Костянтин Коваленко - Олег Мусін - Сергій Жуненко - Олександрс Єлисеєвс | - Валентінс Лобаньовс - Михайліс Зазилевс - Томас Канчеліскіс - Саулюс Мікалюнас - Андріус Шкелюс - Томас Жюкас - Андрій Мананніков - В'ячеслав Крендельов - Сергій Лущан |

## Відомі тренери
- Володимир Федотов (1998)
- Анатолій Давидов (2002 — 2005)
- Станіслав Берников 1999, 2005, 2006
- Софербій Єшугов (2008)
- Геннадій Стьопушкин (2009)
- Валерій Третьяков 1997, 2001, 2009
- Сергій Машнін